# Barbara Bertram

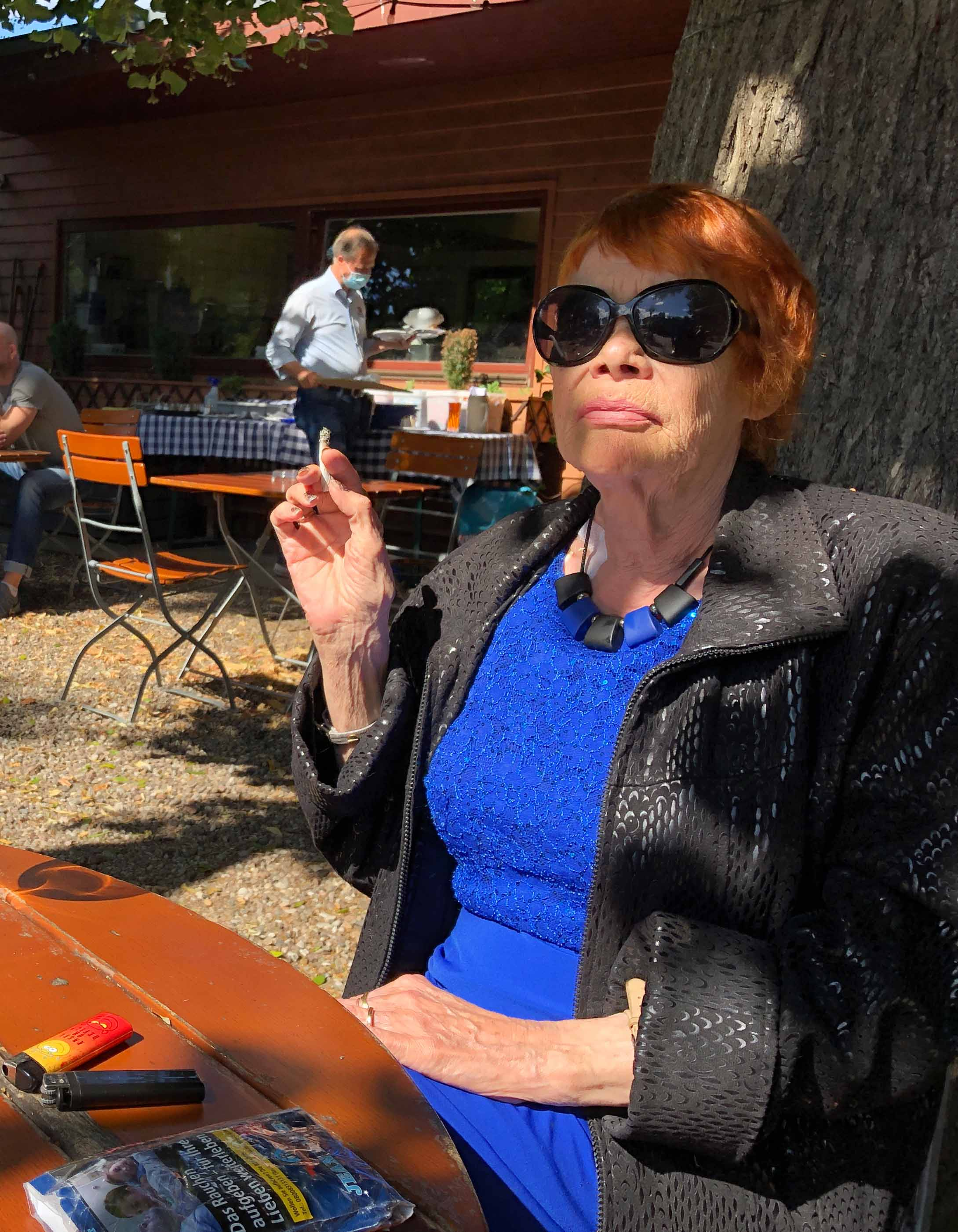
Barbara Bertram (2020)

Barbara Bertram, auch Barbara Uhlen und Barbara Bertram-Uhlen, (* 15. Februar 1945; † 6. Mai 2023 in Berlin)
war eine deutsche Schauspielerin.

## Leben und Karriere
Barbara Bertram wurde 1945 als Tochter der Schauspielerin Gisela Uhlen und des Regisseurs Hans Bertram geboren. Bereits als kleines Kind trat sie erstmals vor die Kamera: In dem von ihrem Vater inszenierten Spielfilm Eine große Liebe gab sie 1949 ihr Leinwanddebüt. In Gejagt bis zum Morgen war sie 1957 in einer Nebenrolle als Blumenmädchen zu sehen. Im Vorspann wurde sie seinerzeit als „Barbara Uhlen“ angekündigt.
Bertram absolvierte zunächst eine Ausbildung zur Grafikdesignerin und studierte anschließend Schauspiel an der Otto-Falckenberg-Schule in München. Sie arbeitete an Bühnen in Münster, München und Berlin. Im Schauspielhaus Bochum gehörte sie zum Ensemble unter Peter Zadek. Ihrem ersten Mann zuliebe gab sie ihren Beruf schließlich auf und zog sich ins Privatleben zurück.
In späteren Jahren arbeitete sie für den ADAC und übernahm nur noch sporadisch Rollen in Spielfilmen und im Fernsehen.
Barbara Bertrams Halbschwester ist die bekannte Fernsehschauspielerin Susanne Uhlen (* 1955).

## Filmografie
- 1949: Eine große Liebe
- 1957: Gejagt bis zum Morgen (als Barbara Uhlen)
- 1967: Der Panamaskandal (TV) (als Barbara Bertram-Uhlen)
- 1969: Der Kommissar: Geld von toten Kassierern (TV-Folge)
- 1973: Die Zärtlichkeit der Wölfe
- 1977: Ein ganz und gar verwahrlostes Mädchen
- 1982: Aufdermauer
- 1986: Herz mit Löffel
- 2019: Rezept (Kurzfilm)